# Anisonyx pseudomilitaris
Anisonyx pseudomilitaris är en skalbaggsart som beskrevs av Schein 1959. Anisonyx pseudomilitaris ingår i släktet Anisonyx och familjen Melolonthidae. Inga underarter finns listade i Catalogue of Life.